# Thryptomene striata
Thryptomene striata är en myrtenväxtart som beskrevs av Barbara Lynette Rye och Malcolm Eric Trudgen. Thryptomene striata ingår i släktet Thryptomene och familjen myrtenväxter. Inga underarter finns listade i Catalogue of Life.